# Battaglia del fiume Sit
La battaglia del fiume Sit fu combattuta nella parte settentrionale dell'attuale Distretto di Sonkovsky dell'Oblast' di Tver' della Russia, vicina al villaggio (selo) di Bozhonka, il 4 marzo 1238, tra le forze mongole di Batu Khan e i Rus' sotto il Gran Principe Jurij II di Vladimir-Suzdal', durante l'invasione mongola della Russia.
Dopo che i mongoli ebbero saccheggiato la sua capitale Vladimir, il granduca Jurij fuggì attraversando il Volga più a settentrione, alla volta di Jaroslavl', dove frettolosamente radunò un nuovo esercito. Coi suoi fratelli tornò quindi indietro verso Vladimir, nella speranza di rioccupare la città prima che i mongoli la prendessero completamente, ma vi giunse troppo tardi.
Jurij fece uscire in battaglia una forza di 3000 uomini sotto il comando del governatore Dorozh per scoprire dove fossero i mongoli. Dorozh tornò accorgendosi che Jurij e il suo esercito erano già circondati. Mentre cercava di radunare le sue forze, fu aggredito dai guerrieri mongoli di Boroldai e fuggì, ma fu raggiunto lungo il fiume Sit, trovandovi la morte assieme a suo nipote, il principe Vsevolod di Jaroslavl'.
La battaglia segnò la fine della resistenza ai mongoli e inaugurò, per la moderna Russia, Ucraina e Bielorussia, due secoli sotto la loro dominazione.